# Shahrestān-e Kīār
Shahrestān-e Kīār (persiska: شهرستان کيار, کيار) är en shahrestan, delprovins, i Iran.   Den ligger i provinsen Chahar Mahal och Bakhtiari, i den centrala delen av landet, 400 km söder om huvudstaden Teheran.
Delprovinsen hade 50 976 invånare 2016.